# Fäbodtjärnen (Åsele socken, Lappland, 713577-157842)
Fäbodtjärnen är en sjö i Åsele kommun i Lappland och ingår i Gideälvens huvudavrinningsområde. Sjön har en area på 0,131 kvadratkilometer och ligger 400 meter över havet. Sjön avvattnas av vattendraget Fäbodtjärnbäcken.

## Delavrinningsområde
Fäbodtjärnen ingår i det delavrinningsområde (713463-157896) som SMHI kallar för Utloppet av Yxsjön. Medelhöjden är 415 meter över havet och ytan är 26,83 kvadratkilometer. Det finns inga avrinningsområden uppströms utan avrinningsområdet är högsta punkten. Fäbodtjärnbäcken som avvattnar avrinningsområdet har biflödesordning 2, vilket innebär att vattnet flödar genom totalt 2 vattendrag innan det når havet efter 191 kilometer. Avrinningsområdet består mestadels av skog (66 procent) och sankmarker (23 procent). Avrinningsområdet har 1,06 kvadratkilometer vattenytor vilket ger det en sjöprocent på 4 procent.